# Agustina García
Agustina Soledad García (12. lipnja 1981.) je argentinska hokejašica na travi. Igra na položaju napadačice.
Svojim igrama izborila je mjesto u argentinskom izabranom sastavu.
Po stanju od 3. studenoga 2009., igra za klub Universitario de Córdoba.

## Uspjesi
Osvajačica je srebrnog odličja na OI 2000. i brončanog odličja na OI 2004. u Ateni.
Međunarodna hokejska federacija ju je dvaput proglasila Svjetskom mladom hokejašicom godine, 2002. i 2004.